# 이석 (1961년)
이석(李碩, 1961년 1월 1일 ~ )은 대한민국의 영화배우 겸 연기자이다.

## 생애
1981년 연극배우 첫 데뷔하였으며 군 복무를 마친 이후 1985년 모델라인 6기로 모델 데뷔를 하였고 이듬해 1988년 희극영화 《삼토스와 댕기똘이》의 조연으로 영화배우 데뷔하였으며 같은 해 희극영화 《우리들의 친구 파워5》에 주연하였고 이어 같은 해 서울올림픽 공익광고에 출연하였으며 이후로도 계속 모델과 연극배우로 활동하다가 1995년 KBS 한국방송공사 TV 드라마 《갈채》에 출연하면서 텔레비전 연기자 활동을 시작하였다.

## 학력
- 덕수상업고등학교 졸업
- 한국외국어대학교 국제통상학과 중퇴

## 경력
- 1985 모델라인 6기
- 2010 토자이홀딩스 상무이사

## 출연작

### TV 드라마
- 1995 KBS 《갈채》
- 1995 MBC 《사랑과 결혼》
- 1995 SBS 《야망의 불꽃》
- 1996 KBS 《찬란한 여명》
- 1996 SBS 《도시남녀》
- 1996 SBS 《때로는 타인처럼》
- 1996 SBS 《야망의 불꽃》
- 1997 SBS 《모델》
- 1997 MBC 《영웅신화》
- 1998 SBS  《백야 3.98》
- 2000 MBC 《사랑할수록》
- 2000 MBC 《황금시대》
- 2006 SBS 《게임의 여왕》

### 영화
- 1988 삼토스와 댕기똘이
- 1988 우리들의 친구 파워5
- 2000 진실게임

### 연극
- 《세종대왕》 ... 절재 김종서 역(조연)

### 광고
- 1988 공익광고협의회 서울올림픽
- 1989 아모레퍼시픽 미스 쾌남
- 1990 아모레퍼시픽 미스 쾌남
- 1991 아모레퍼시픽 미스 쾌남 진
- 1992 아모레퍼시픽 미스 쾌남 진
- 1996 ~ 1997 태평양패션 라보라마이스킨브라

## 상훈
- 1997 모델라인 선정 베스트 드레서